# 2003 SQ317

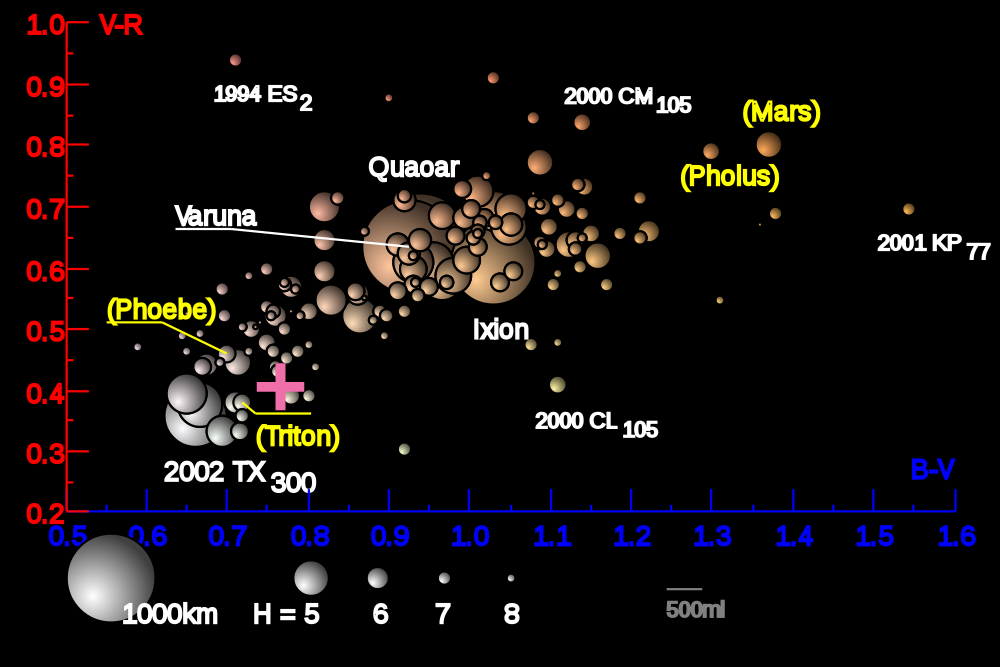
Заком + на этом цветном рисунке транснептуновых объектов отмечен объект 2005 RR_{43} (B-V=0.77, V-R=0.41). Все остальные члены семейства Хаумеа (CB_{79}: 0.73, 0.37) расположены ниже и левее этой точки.

2003 SQ317 — транснептуновый объект, кьюбивано, входит в семейство Хаумеа.